# Kamenica (Koceljeva)
Kamenica (em cirílico: Каменица) é uma vila da Sérvia localizada no município de Koceljeva, pertencente ao distrito de Mačva, na região de Tamnava. A sua população era de 539 habitantes segundo o censo de 2011.

## Demografia
| 1948  | 1953  | 1961  | 1971  | 1981  | 1991 | 2002 | 2011 |
| ----- | ----- | ----- | ----- | ----- | ---- | ---- | ---- |
| 1 344 | 1 360 | 1 298 | 1 239 | 1 102 | 888  | 696  | 539  |